# ゴードン・ジャクソン
ゴードン・ジャクソン（Gordon Cameron Jackson, OBE、1923年12月19日 - 1990年1月15日）は、スコットランドの俳優。

## 来歴
グラスゴー出身。高校在学中からラジオに出演、卒業後に設計技師の助手となったが、ラジオのプロデューサーの勧めで俳優を志し、1942年にデビュー。
映画『大脱走』でリチャード・アッテンボローと共に脱走の指揮を取る情報屋のマクドナルド大尉役を演じた。1977年にスタートした刑事ドラマ『特捜班CI-5』にジョージ・コーレイ役で主演した。1976年、テレビドラマ『アップステアーズ、ダウンステアーズ』で第28回プライムタイム・エミー賞助演男優賞（ドラマ部門）を受賞した。1979年、大英帝国勲章（OBE）を授与された。
1990年1月15日、ガンのため、66歳で死去。

## 主な出演作品

### 映画
- わが一機未帰還 One of Our Aircraft Is Missing (1942) クレジットなし
- 大砲奪還作戦 The Foreman Went to France (1942)
- 船団最後の日 San Demetrio London (1943)
- 捕われた心 The Captive Heart (1946)
- ベルギー特殊作戦 Against the Wind (1948)
- ユーレカの砦 Eureka Stockade (1949)
- 大荒原 Bitter Springs (1950)
- 銀の靴 Happy Go Lovely (1951)
- マルタ島攻防戦 Malta Story (1953) クレジットなし
- 颱風圏 Passage Home (1955)
- 原子人間 The Quatermass Xperiment (1955)
- 脱走女監獄 Blonde Bait (1956)
- 海に消えた恋 Pacific Destiny (1956)
- 二十七人の漂流者 Seven Waves Away (1957)
- 地獄特急 Hell Drivers (1957)
- 昨日の敵 Yesterday's Enemy (1959)
- 狙われた男 Blind Date (1959)
- 戦艦バウンティ Mutiny on the Bounty (1962)
- 大脱走 The Great Escape (1963)
- 長い船団 The Long Ships (1964)
- 国際諜報局 The Ipcress File (1965)
- 素晴らしきヒコーキ野郎 Those Magnificent Men in Their Flying Machines or How I Flew from London to Paris in 25 Hours and 11 Minutes (1965)
- 巨大なる戦場 Cast a Giant Shadow (1966)
- 反逆の戦士 The Fighting Prince of Donegal (1966)
- トリプルクロス Triple Cross (1966) クレジットなし
- 将軍たちの夜 The Night of the Generals (1967)
- 謀略ルート Danger Route (1967)
- ミス・ブロディの青春 The Prime of Miss Jean Brodie (1969)
- 野にかける白い馬のように Run Wild Run Free (1969)
- ハムレット Hamlet (1969)
- クリスマス・キャロル Scrooge (1970)
- スコットランドは死なず/戦場をかけぬけた男たち Kidnapped (1971)
- 原潜ポラリスSOS Madame Sin (1972)
- バンクーバー暗殺計画 Russian Roulette (1975)
- 黄金のランデブー Golden Rendezvous (1977)
- 恐怖の魔力/メドゥーサ・タッチ The Medusa Touch (1978)
- 野性の輝き The Last Giraffe (1979) テレビ映画
- 影の軍隊 The Whistle Blower (1986)
- ガンパウダー Gunpowder (1986)
- ヒュー・グラントの浪漫騎士 The Lady and the Highwayman (1989) テレビ映画

### テレビドラマ
- アップステアーズ、ダウンステアーズ Upstairs, Downstairs (1971-1975)
- 特捜班CI-5 The Professsionals (1977-1983)
- 炎となって闘え! FIGHT WITH FIRE My Brother Tom (1986) ミニシリーズ
- 闘神伝説シャカ・ズールー Shaka Zulu (1986) ミニシリーズ
- M&A/タイパンと呼ばれた男 Noble House (1988) ミニシリーズ